# 아미가 3000
아미가 3000(Amiga 3000) 또는 A3000은 1990년 6월 코모도어가 출시한 개인용 컴퓨터이다. 이 컴퓨터는 아미가 2000과 그 업그레이드 모델인 Amiga 2500의 후속작으로, 향상된 처리 속도, 개선된 그래픽, 그리고 새로운 운영체제 개정판을 특징으로 한다.
이전 모델인 아미가 500, 1000, 2000은 동일한 기본 시스템 아키텍처를 공유하므로, 구매 가격에 상당한 차이가 있음에도 불구하고 처리 속도에는 큰 차이가 없었다. 그러나 A3000은 고성능 워크스테이션으로 완전히 재작업되고 재고안되었다. 새로운 모토로라 32비트 68030 CPU, 68882 수치 보조 프로세서, 그리고 32비트 시스템 메모리는 정수 처리 속도를 5~18배, 부동소수점 처리 속도를 7~200배 증가시켰다. 새로운 32비트 조로 III 확장 슬롯은 더 빠르고 강력한 확장 기능을 제공한다.
이전 아미가 모델들과 마찬가지로 3000은 AmigaOS라는 32비트 운영체제를 실행한다. 버전 2.0은 일반적으로 이전 버전보다 더 인체공학적이고 매력적인 인터페이스를 가진 것으로 평가되는데, 이전 버전들은 텔레비전 세트를 최소 공통 분모 디스플레이로 염두에 두고 설계되었다. 애플리케이션 개발자들을 위한 접근성이 단순화되었다.
A3000UX는 유닉스 시스템 V 운영체제가 번들로 제공되는 A3000의 변형 모델이다. 코모도어는 AT&T와 유닉스 시스템 V (릴리스 4)의 포트를 포함하는 라이선스 계약을 맺었다. 코모도어는 또한 타워형 변형 모델인 A3000T도 판매했다.
향상된 버전인 Amiga 3000+는 AGA 칩셋과 AT&T DSP3210 신호 처리 칩을 탑재하여 1991년에 시제품 단계까지 생산되었다.
코모도어는 Amiga 3000+ 대신 1992년 가을에 예정보다 6개월 늦게 A3000을 A4000으로 대체했다.
이 기계는 독일에 14,380대(Amiga 3000T 판매량 포함)가 판매된 것으로 보고되었다.

## 기술 정보
Amiga 3000은 16 또는 25 MHz의 Motorola 68030 프로세서와 2 MB의 RAM을 탑재하고 출시되었다. 향상된 칩셋 (ECS), VGA 모니터용 디스플레이 인핸서, DMA SCSI-1 컨트롤러 및 하드 디스크 드라이브가 포함되어 있다.
"빠른 RAM"은 두 가지 종류의 DIP (최대 4 MB) 또는 ZIP DRAM 칩 (최대 16 MB)을 장착하여 늘릴 수 있다: 페이지 모드 또는 정적 열.
A3000은 대부분의 아미가 모델과 달리 ROM 기반 킥스타트와 디스크 기반 킥스타트 (초기 "슈퍼킥스타트" 모델)를 동시에 지원하지 않고 지원한다. 킥스타트 V1.4는 실제로 디스크에서 로드되는 킥스타트의 베타 버전이다. 68040 마이크로프로세서는 최소 2.0 ROM이 필요하다.
A3000은 조이스틱, 마우스, 라이트 펜을 위한 두 개의 DE-9 포트, 표준 25핀 RS-232 직렬 포트 및 25핀 Centronics 병렬 포트를 포함한 여러 아미가 전용 커넥터를 가지고 있다. 그 결과, A3000은 출시 당시 MIDI 장치, 직렬 모뎀, 사운드 샘플러 등 기존의 많은 아미가 주변 장치와 호환되었다.
A3000은 4개의 내부 32비트 조로 III 확장 슬롯을 가지고 있다. 이 확장 버스는 그래픽 카드, 오디오 카드, 네트워크 카드, 그리고 나중에는 USB 컨트롤러와 같은 AutoConfig 표준을 준수하는 장치 사용을 가능하게 한다.
두 개의 수동 ISA 슬롯은 조로 버스와 ISA 버스를 연결하는 브릿지보드를 사용하여 활성화할 수 있다. 이러한 브릿지보드는 일반적으로 IBM-PC 호환 하드웨어를 온보드로 포함하며, 인텔 80286, 80386 또는 80486 마이크로프로세서가 포함되어 하드웨어에서 전체 IBM PC 시스템을 에뮬레이션할 수 있다. 호환되는 ISA 카드는 남은 ISA 슬롯에 설치할 수 있다.

### 사양
| 속성             | 사양 |
| ---------------- | --- |
| 프로세서         | Motorola 68030 (16 또는 25 MHz) |
| FPU              | 68881 (16 MHz) 또는 68882 (25 MHz) |
| RAM              | 2 MB ("칩" RAM 1 MB 및 "빠른" RAM 1 MB로 구성) 온보드 최대 2 MB 32비트 칩 RAM 및 16 MB 빠른 RAM CPU 슬롯을 통해 추가 128 MB, 조로 III 확장을 통해 2 GB 업그레이드 가능 |
| ROM              | 512 KB 킥스타트 ROM |
| 칩셋             | 향상된 칩셋 (ECS) |
| 비디오           | 12비트 색상 팔레트 (4096색) 다음 그래픽 모드: - 320×200 ~ 320×512 (화면 색상 32, 64 (EHB 모드) 또는 4096 (HAM 모드)) - 640×200 ~ 640×512 (화면 색상 16) - 1280×200 ~ 1280×512 (화면 색상 4) 수평 주사율 15.60-31.44 kHz 수직 주사율 50–72 Hz VGA 모니터와 함께 사용하기 위한 내장 "디스플레이 인핸서" (scan-doubler 및 디인터레이서) |
| 오디오           | 4 × 8비트 PCM 채널 (2개 스테레오 채널) 28–56 kHz 최대 DMA 샘플링 속도 (사용 중인 비디오 모드에 따라 다름) |
| 내부 저장 장치   | 40, 50 또는 100 MB 3.5인치 SCSI 하드 디스크 드라이브 (업그레이드 가능) |
| 탈착식 저장 장치 | 3.5인치 플로피 디스크 드라이브, 더블 밀도 (880 kB 용량) 또는 고밀도 (1760 kB 용량) |
| 입력/출력 포트   | 아날로그 RGB 비디오 출력 (DB-23M) 아날로그 VGA 출력 (DB-15F) 오디오 출력 (2 × RCA) 키보드 (5핀 DIN) 2 × 마우스/게임패드 포트 (DE9) RS-232 직렬 포트 (DB-25M) 센트로닉스 스타일 병렬 포트 (DB-25F) 플로피 디스크 드라이브 포트 (DB-23F) 50핀 내부 SCSI 커넥터 외부 SCSI 커넥터 (DB-25F)                                               |
| 확장 슬롯        | 4 × 100핀 32비트 조로 III 슬롯 1 × 비디오 슬롯 (조로 슬롯과 일직선) 2 × 수동 16비트 ISA 슬롯 (활성화하려면 브릿지보드 필요) 1 × 200핀 CPU 확장 슬롯 8 × 30핀 DIP 슬롯 32 × ZIP 슬롯 |
| 운영체제         | AmigaOS 1.3 (킥스타트 1.3/워크벤치 1.3) 또는 AmigaOS 2.0 (킥스타트 2.04/워크벤치 2.04) |
| 기타             | 2 × 전면 접근 3.5인치 드라이브 베이 1 × 내부 3.5인치 드라이브 마운팅 배터리 백업 실시간 시계 |

## 내용주
1. ↑  칩 RAM은 CPU 접근에만 32비트이다
2. ↑  초기 모델은 1.3 또는 2.0을 디스크에서 선택적으로 부팅하기 위한 1.4 베타 킥스타트를 포함했으며, 후기 모델은 실제 2.0 킥스타트 ROM을 사용했다